# Station Mukomachi
Station Mukomachi (向日町駅, Mukōmachi-eki) is een spoorwegstation in de Japanse  stad Mukō. Het wordt aangedaan door de JR Kioto-lijn. Het station heeft vier sporen, waarvan twee passeersporen.

## Treindienst

### JR West
| 1 | ■ Doorgaande treinen |                                         |
| 2 | ■ JR Kioto-lijn      | richting Kioto, Kusatsu en Maibara      |
| 3 | ■ JR Kioto-lijn      | richting Osaka, Shin-Osaka en Sannomiya |
| 4 | ■ Doorgaande treinen |                                         |

## Geschiedenis
Het station werd in 1876 geopend.

## Overig openbaar vervoer
Bussen van Yasaka, Hankyu en Keihan

## Stationsomgeving
- Station Higashi-Mukō aan de Hankyu Kyoto-lijn
- Opstelterrein voor treinen

(Biwako-lijn<<) · Kyoto · Nishiōji · Katsuragawa · Mukōmachi · Nagaokakyō · Yamazaki · Shimamoto · Takatsuki · Settsu-Tonda · Ibaraki · Senrioka · Kishibe · Suita · Higashi-Yodogawa ·  Shin-Ōsaka · Ōsaka · (>>JR Kōbe-lijn) 